# Halden
Halden  är en tätort och stad i sydöstra Norge. Halden är centralort i Haldens kommun, Østfold fylke och beläget vid Idefjorden nära Svinesund och den svenska gränsen (Strömstad).  Vid staden ligger Fredrikstens fästning, uppkallad efter Fredrik III av Danmark.

## Historia
Halden som bebyggelse växte fram under 1500-talet som en utskeppningshamn för trävaror. Efter freden i Roskilde 1658 fick Halden en strategisk betydelse som gränsstad. 1665 blev orten beviljad privilegier och fick namnet Fredrikshald. Även namnvarianten Frederikshald har förekommit. 1928 blev stadens officiella namn Halden.
Bebyggelsen på norra sidan av älven inkorporerades 1686. Trots åtgärder från svenska regeringens sida drog Halden till sig handel från svenska gränsbygderna, främst av timmer och järn. Denna handel stegrades under unionstiden.
Under Hannibalsfejden 1644-45 anlades här befästningar, av vilka en skans på det öster om Halden belägna berget utgjorde början till Fredrikstens fästning. Svenskarnas försök att 1658-60 erövra Halden misslyckades, sedan vid älven utförda befästningar utökats. Vid Karl XII:s anfall på Fredrikssten 1716 besattes Halden, efter en hård strid, men måste utrymmas sedan norrmännen stuckit staden i brand. Under svenskarnas belägring av fästningen under andra halvan av 1718 stupade Karl XII här den 30 november (g.s.) samma år. För att rädda staden, som upprepade gånger brunnit ned, från att förstöras genom den mot Fredrikssten riktade artillerielden vid svenskarnas anfall 1814, ingick borgerskapet 6 augusti emot fästningskommendantens vilja vapenstillestånd med svenskarna.

## Näringsliv

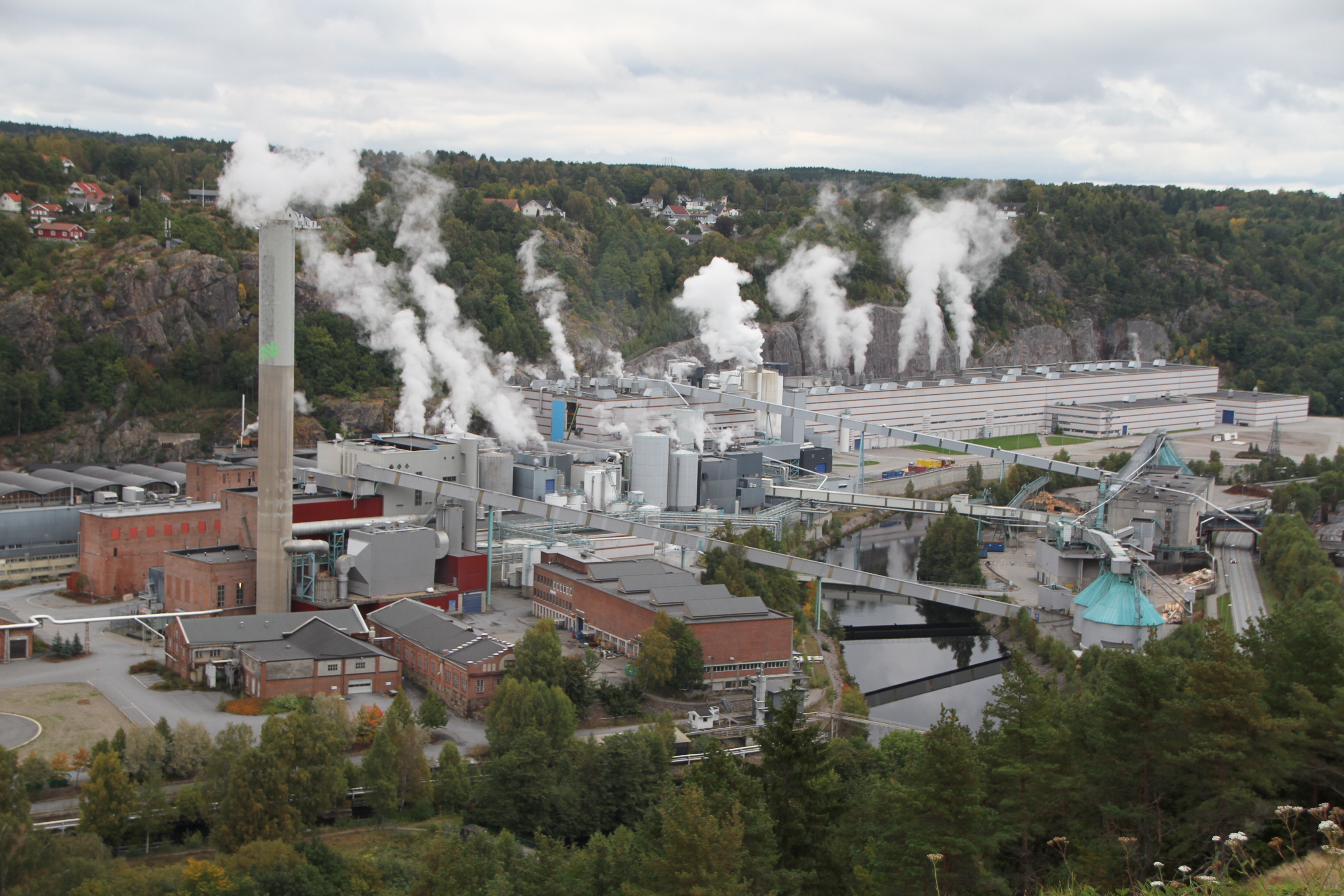
Norske Skog Saugbrugs i Halden 2012.

Norske Skogs pappersbruk Saugbrugs ligger i Halden. Bruket anlades 1859 under namnet Saugbrugsforeningen. Två pappersmaskiner tillverkar magasinspapper med en sammanlagd kapacitet om 355 000 ton årligen.
I Halden ligger en av Norges två forskningsreaktorer. Haldenreaktorn ägs och drivs av Institutt for Energiteknikk (IFE). Reaktorn är en tungvattenreaktor på 20 MW termisk effekt.

## Kultur
Halden historiske samlinger är ett distriktsmuseum som driver ett flertal museer i Halden: Halden Minders museum på Fredrikstens fästning, Fredrikshalds teater, Rød herregård med parkanläggningar, Berg Bygdetun, Haldenarkivet samt Bomuldspinderiet.
Allsång på gränsen spelades in här.

## Övrigt
Halden/Fredrikshald är den enda ort i Norge som nämns i Norges nationalsång, där den förekommer i fjärde versen:
Thi vi heller landet brente
enn det kom til fall;
husker bare hva som hendte
ned på Fredrikshald.